# Ferda Mravenec (opera)
Ferda Mravenec je dětská opera (autor ji označuje jako „hra na operu pro velké i malé“ nebo též „dětská opera buffa“) českého skladatele Evžena Zámečníka na libreto Rudolfa Žáka o dvou dílech a osmi obrazech. Námětem byla první kniha Ondřeje Sekory o příhodách Ferdy Mravence. Opera byla napsána roku 1971 a inscenována byla velmi úspěšně v brněnském divadle v letech 1977–1986.

## Vznik a historie díla
Nedlouho po úspěšné premiéře Zámečníkovy první opery, absolventské práce Fraška o kádi (1968), která se rychle dostala i na další jeviště, získal skladatel nabídku na celovečerní jevištní práci od brněnské Janáčkovy opery. Zámečník vznik popsal takto: „Nápad napsat dětskou operu o Ferdovi Mravencovi vznikl pozměněním nabídky dramaturga brněnské Janáčkovy opery Václava Noska, abych tuto látku zpracoval jako balet. Když jsem si ovšem Sekorovu knížku znovu přečetl, bylo mi líto nechat postavičky němé. A tak jsem se rozhodl pro operu. Četnými vstupy se nakonec dostal do opery i balet.“
Libreto básníka a dramaturga Rudolfa Žáka vychází dosti věrně z předlohy (i když například cvrčkův rozhlas byl modernizován na televizi), autorským doplňkem je pouze vstupní scéna, v níž se děti seznamují s podstatou a fungováním operního divadla. Opera je psána s ohledem na dětského diváka, tedy se snahou o hudební srozumitelnost, i když s využitím moderních skladebných postupů; celkově ji lze zařadit k hudebnímu neoklasicismu. Jako citáty – až parodie, ale zároveň s didaktickým záměrem – se objevují i jiné hudební styly, od dechovky a westernové hudby (ve scéně krocení Koníka, s doprovodem foukací harmoniky a kytary) po belcantový koloraturní, typicky „operní“ zpěv Berušky. (Tuto zápornou postavu obdařil skladatel koloraturním sopránem – navíc s doprovodem flétny – právě proto, že vysoký „ječivý“ hlas vyvolává u dětských diváků antipatie.). Některé pasáže – zejména ty se zapojením dětského sboru, jako je scéna s ploštičkami – mají jednoduchý, až popěvkovitý charakter.
V roce 1971, kdy byla opera dokončena, měla premiéru prozatím jen hudební suitaz ní pro fagot, trombón a klavír. První představení opery se nakonec konalo až se šestiletým odstupem, a to 3. června 1977 na scéně Státního divadla v Brně. Protože libretista Rudolf Žák měl v té době z politických důvodů zákaz činnosti, nesmělo být jeho jméno uváděno. Na soudobou operu přitom Ferda Mravenec dosáhl neobyčejného úspěchu – hrálo se 80 repríz a derniéra se konala až 16. dubna 1986. V roce 1979 navíc získala cenu SČSKU, Cenu města Brna a Českého hudebního fondu. Přesto ji dosud žádné jiné divadlo neuvedlo. Národní divadlo Brno však připravilo novou inscenaci na závěr sezóny 2019/2020.
Celá opera trvá asi 120 minut. V roce 1977 vyšel tiskem její klavírní výtah. 8. listopadu 1980 pořídil brněnský rozhlas zvukový záznam opery.
Na námět Sekorovy knihy napsal stejnojmennou, neprovedenou operu rovněž Pavel Hanousek (1968). Stejná látka posloužila skladateli Jiřímu Pauerovi k rovněž úspěšnému baletu Ferda Mravenec (1976).

## Osoby a první obsazení
| osoba | hlasový obor | premiéra (3. 7. 1977)        |
| --- | ------------ | ---------------------------- |
| Ferda Mravenec | tenor        | Jiří Holešovský              |
| Beruška Sedmitečná | soprán       | Markéta Fussová              |
| Brouk Pytlík | baryton      | František Caban              |
| Ploštice Růměnice | mezzosoprán  | Daniela Suryová              |
| Cvrček | tenor        | Josef Veverka                |
| Pavouček, kouzelník | tenor        | Josef Škrobánek              |
| Čmelák, heligonista | basbaryton   | Václav Halíř                 |
| 1. Kovařík, tesařský pomocník | bas          | Pavel Polášek                |
| 2. Kovařík, tesařský pomocník | bas          | Aleš Šťáva                   |
| Hlemýžď | basbaryton   | Jindřich Doubek              |
| Kat Roháč, mistr popravčí | bas          | Jiří Přichystal              |
| Soudce, nosatý brouk | baryton      | Eduard Hrubeš                |
| 1. Škvor, policajt | tenor        | Jiří Bar                     |
| 2. Škvor, policajt | tenor        | Stanislav Bechynský          |
| (3. Škvor, policajt) | …            | (Bohumír Kurfürst)           |
| Zlatohlávek, televizní reportér | mluvená role | Jiří Bakala / Dušan Hlaváček |
| Hlas televizní hlasatelky, Ploštička, inspicient, osvětlovač, kulisák – mluvené role; Koník – taneční role; dva Komáři, Ovád, Cvrčíček – instrumentalisté; zvířátka, přísedící nosatí brouci v talárech, ploštičky, kulisáci, personál osvětlovacích mostů |              |                              |
| Dirigent: Jan Štych |              |                              |
| Režie: Alena Vaňáková |              |                              |
| Choreografie: Luboš Ogoun |              |                              |
| Výprava: Vojtěch Štolfa |              |                              |
| Kostýmy: Bedřiška Ustohalová |              |                              |

## Instrumentace
3 flétny, 2 hoboje, 3 klarinety, 3 fagoty, 4 lesní rohy, 2 trubky, 2 pozouny, tuba, tympány, bicí souprava, xylofon, celesta, elektrická kytara, foukací harmonika, klavír, smyčcové nástroje.

## Děj opery

### 1. díl

#### 1. obraz: Hra na operu
Opona se zjevně otevřela předčasně. Technický personál divadla stále připravuje dekorace, na jevišti panuje čilý ruch, sólisté se upravují a rozezpívávají. Teprve po chvíli si všimnou, že je diváci už sledují – to Ferda Mravenec vyhrnul oponu, aby dětem ukázal, jak se dělá opera. A i ostatní se zapojují: Beruška předvede koloraturní árii, přijde i ukázka duetu a kvartetu. Brouk Pytlík se cítí zvláště povolán udělit teoretickou přednášku o tom, co je to opera. Jeho výklad přeruší různá brouci ukazující, jak na jevišti udělat různé zvuky od větru a hromu přes zurčení potůčku až po pohlazení. A teď už „hra na operu“ může začít.
Jsme v lese, je noc, hřmí a prudce prší. Ferda Mravenec hledá přístřeší a nalezne hlemýždí budku, v níž se chce schovat. Nerudný Hlemýžď ho však s nadávkami vyžene. Uondaný Ferda musí vzít zavděk nehostinným úkrytem pod kamenem.

#### 2. obraz: Hra na traktor
Po bouřce nastalo na louce zářivé ráno. Všichni se probouzejí, zejména však proto, že je budí svým heligonem opilý čmelák. Ten se s broučky sází, že dokáže vylézt po stonku květiny až nahoru pozpátku. Mezitím přichází Ferda: všem se zdvořile představuje a ihned se nabízí, že čmelákovu sázku přijme. Čmelák leze za hlasitého povzbuzování, avšak brzy spadne, a Ferda tak sázku vyhraje. Nyní jsou už všichni náležitě vzhůru a vesele se dají do rozcvičky, kterou Ferda zorganizuje. Jediný, kdo se cvičení vyhýbá a stále podřimuje, je Hlemýžď. Ferda jej ztrestá – Hlemýžď má u něho ostatně od noci vroubek – a zapřáhne jej do vozíku. Pak jej probudí a bičem popohání po jevišti. Na vozíku je nastoupena broučí dechovka, která vyhrává, a ostatní broučci je vesele provázejí.

#### 3. obraz: Hra na přání
Ferda se na louce zabydlel a otevřel si dílnu s velikým nápisem „Ferda Mravenec, práce všeho druhu“. Prvním zákazníkem je Cvrček, který za ním přichází s rozbitým televizorem – a přitom se zrovna dnes hraje důležitý hokejový zápas. Ferda přístroj spraví a umístí anténu tak dobře, že obraz je vynikající. Všichni sledují napínavé utkání a Ferda má výbornou reklamu. Broučci po něm chtějí všechno možné. Ploštice Růměnice si u něj objednává sadu hraček pro své početné potomstvo. S nejobtížnějším přáním přichází sličná slečna Beruška Sedmitečná: přála by si živého koně. Ale Ferda je její krásou tak uchvácen, že i toto přání slíbí splnit.

#### 4. obraz: Hra na školení
Ferda přenechal práci na hračkách pro malé ploštičky svým zdatným pomocníkům, broukům Kovaříkům, a sám se chystá na lov divokých koní, Cvičí proto na louce s lasem. Brouk Pytlík jeho pokusy označuje za amatérské – sám viděl v kině (v jehož zábradlí se narodil) mnoho kovbojek a ví nejlépe, jak se s lasem zachází. Je i ochoten to ihned předvést. Ve smyčce mu však končí nejrůznější nezamýšlené předměty, ba dokonce jí shodí i Ferdův komín. Na poslední pokus však Pytlík – zcela náhodně – skutečně uloví Koníka. Ten se však ukáže silnějším než lovec a Brouka Pytlíka, který se pevně drží svého konce provazu, odtáhne přes drny a výmoly pryč.

### 2. díl

#### 5. obraz: Hra na koupání
Je krásný den a na plovárně je živo. Část broučků hraje na břehu volejbal, část se koupe. Je zde i Brouk Pytlík, od své příhody s Koníkem uvězněný v obkladech a obvazech, ale to mu nebrání v tom, aby s vervou organizoval tělovýchovné vystoupení. Vstupuje Beruška v nových zvláště elegantních plavkách, ale oproti jejímu očekávání jí nikdo nevěnuje zaslouženou pozornost. Jen Ferda na ni okouzleně hledí a využívá příležitosti, aby jí předal slíbeného Koníka. Beruška ho přijme jako samozřejmost, ani nepoděkuje a především neposlouchá Ferdovy rady. S Koníkem zachází tak necitlivě a neuměle, že se brzy splaší a shodí ji. Potlučená, rozbrečená a rozzlobená Beruška volá na Ferdu policii a obviňuje ho z ublížení za zdraví. Škvoří policisté Ferdu zatýkají a odvádějí.

#### 6. obraz: Hra na soud
Ferda Mravenec stojí před soudem. Beruška vypočítává všechny Ferdovy smyšlené prohřešky a přitom dovedně koketuje se soudci, aby si je naklonila. K mravencově tíži vypovídá o další svědek, Hlemýžď, který si rovněž stěžuje na jemu učiněná příkoří. Soud dává žalobcům za pravdu a odsuzuje Ferdu k veřejnému trestu pětadvaceti ran holí.

#### 7. obraz: Hra na výprask
Výprask se má konat za velkého zájmu veřejnosti. Okolo trestné lavice je hlava na hlavě, a na koho se nedostalo místo, ten může vše sledovat v přímém televizním přenosu, který komentuje brouk Zlatohlávek. Katem je brouk Roháč. Už se napřahuje k první ráně, ale vtom se lavice i s připoutaným Ferdou zvedne a odskáče – je to totiž koník, kvůli kterému měl být Ferda potrestán. Překvapený Roháč se zapotácí a jeho rána dopadne na Berušku (které chtěla Ferdovu ponížení přihlížet z co největší blízkosti). Mezi přihlížejícími vypukne velký zmatek, exekuce musí být zastavena a i televizní přenos musí být předčasně ukončen.

#### 8. obraz: Hra na velkou noční slavnost
Broučkové na louce pořádají na počest Ferdy a jeho osvobození velkou veselici. Jenže když je zábava v nejlepším, dorazí zpráva, že se blíží policie, aby se uprchlého hrdiny znovu zmocnila. Z nouze pomůže Ferdovi pavouček, který v mžiku utká ze svých vláken vzducholoď, na níž může Ferda uniknout. A Ferda Mravenec odlétá do svého domovského mraveniště a mává na rozloučenou svým kamarádům i polepšené Berušce.